# Тарас Бульба (фільм, 1962)
«Тарас Бульба» (англ. Taras Bulba) — американський історичний пригодницький драматичний фільм, екранізація однойменної повісті Миколи Гоголя, з Тоні Кертісом і Юлом Бріннером у головних ролях, знятий Джоном Лі Томпсоном у 1962 році.

## Сюжет
Початкові титри йдуть на тлі репродукції картини Рєпіна «Запорожці». У 16 столітті Україна, Росія, Річ Посполита та інші країни Східної Європи поділені на невеликі частини та князівства, які воюють між собою або проти одного ворога: в даному випадку — Османської імперії. Між турками та поляками точиться битва. Поляки програють, аж поки не прибувають козаки, щоб врятувати ситуацію. Однак виявляється, що поляки лише вичікують, щоб підступно напасти на козаків після того, як ті виграють для них битву. В результаті поляки стають господарями України, а козаки — підкореними. Тарас Бульба, один з козацьких полковників, повертається додому, щоб створити свою сім'ю. Тарас та інші козаки Козацького братства спалюють свої господарства і йдуть у гори та ліси, щоб не підкорятися полякам.
Через два десятиліття Тарас посилає двох своїх синів Андрія та Остапа до Київської академії здобувати польську освіту. Там старший син Андрій закохується в польську княжну Наталію Дуброву, чим обурює шляхтичів, які ставляться до братів-козаків, як до покидьків. Зрештою брати змушені тікати з Києва, повертаючись до батьківського дому в українських степах.
Там з'являється звістка, що поляки хочуть, аби козаки зібрали військо, яке допоможе їм у новій війні. Коли Андрій заперечує проти того, щоб воювати на боці поляків, козак Шило звинувачує його у боягузтві. Це серйозне звинувачення, яке можна вирішити лише випробуванням на хоробрість. Андрій і його обвинувач скачуть на конях над прірвою, поки Бог не вирішує, хто з них правий, і обвинувач не падає на смерть. Тарас наслідує приклад Андрія. Він планує зрадити поляків і повернути Україну.
Тарас веде свій полк у місто Чигирин на збори полковників, де переконує козаків кинути виклик полякам та йти на Дубно. Іван Микола, гетьман Козацького братства, закликає козаків воювати в Прибалтиці під польським командуванням. Тарас Бульба відмовляється, кажучи, що настав час помститися за польську зраду двадцятирічної давнини. Гетьман каже, що присягнувся, що Братство піде за ним на Балтику. Тарас каже, що вони не підуть, і закликає братчиків вирішити, за ким вони підуть. Вони обирають Тараса. Повалений гетьман каже, що не може йти за ним, і Братство скидає його з коня, а Тарас бере святу хоругву святого Михаїла, а разом з нею і командування.
Тепер гетьман козацького братства Тарас веде їх до Дубно, де поляки очікують, що козаки приєднаються до них. Натомість козаки нападають на польське військо і відтісняють його назад у місто. Козаки беруть місто в облогу. Почалися голод і хвороби. Андрій, побоюючись за життя своєї польської коханої Наталії, пробирається до міста, щоб врятувати її. Його схопили, а її засудили до спалення на вогнищі за злочин кохання до козака. Щоб врятувати її, Андрій погоджується очолити загін, який має пригнати худобу в голодуюче місто.
Тим часом козакам набридла бездіяльність в облозі, і значна частина з них розійшлася по домівках. Коли польський воєначальник усвідомлює слабкість козаків проти контратаки, він наказує всьому своєму війську йти в атаку. Тарас Бульба зустрічає на полі бою свого сина і вбиває його за зраду, після чого приєднується до загального відступу до краю урвища в річковій ущелині. Там козаки, які залишили облогу, щоб повернутися додому, знову приєднуються до битви, і велика кількість людей і коней, як козаків, так і поляків, перекидаються через край і гинуть у річці внизу.
Козаки перемагають і вступають у Дубно. Андрія поховають там, бо «…це тепер місто козацьке». За словами гетьмана Тараса Бульби, козаки не будуть ставитися до поляків так погано, як вони ставилися до них: «Ми не будемо пустошити. Не будемо грабувати. Ми чуму спалимо, а вози з харчами відкриємо, і людей нашого міста нагодуємо».

## У ролях
- Юл Бріннер — Тарас Бульба
- Тоні Кертіс — Андрій Бульба
- Перрі Лопес — Остап Бульба
- Ілька Віндіш — Софія Бульба
- Володимир Соколов — старий Степан
- Бред Декстер — козак Шило
- Гай Рольф — принц Григорій
- Крістін Кауфманн — Наталія
- Володимир Ірман — Гриша Кубенко
- Даніель Окко — гетьман Іван Микола
- Сем Ванамейкер — гетьман Філіпенко

## Фільмування
Фільм був давньою мрією режисера Роберта Олдріча, який працював над ним протягом п'яти років. За його словами, вони зробили «чотири або п'ять» сценаріїв роману, останній з яких був «сенсаційним». У січні 1959 року було оголошено, що фільм буде знято в Югославії як копродукція між Aldrich & Associates та Avala Films of Yugoslavia. Бюджет мав становити 3 мільйони доларів, а головну роль мав зіграти Ентоні Квінн. Сценарій написав Девід Чантлер. Це була б перша американо-югославська копродукція. Фінансування припинилося в останню хвилину, і в березні фільм було скасовано. Олдріч все ще хотів його зняти, але потрапив у фінансову скруту і врешті-решт продав сценарій. У травні 1959 року було оголошено, що Джозеф Кауфман придбав сценарій та пов'язані з ним дослідницькі матеріали в Олдріча за 100000 доларів.
Олдріч стверджував, що Кауфман діяв за угодою з продюсером Гарольдом Гехтом, який довгий час був пов'язаний з більш соцреалістичними драмами з Бертом Ланкастером у головній ролі. Вирішивши зробити кілька проєктів без Ланкастера, Гехт почав працювати над кількома фільмами, в тому числі й над цією екранізацією повісті Гоголя. Робота приваблювала його тим, що «це був колорит, яскравість, але, головне, сильна особиста історія, яку важко показати у виставі».

### Кастинг
У лютому 1961 року Гехт підписав контракт з Тоні Кертісом, одночасно ведучи переговори про спільне виробництво з продюсерською компанією актора, Curtleigh Productions. У липні було оголошено кастинг на роль Юла Бріннера. Того ж місяця він підписав контракт з режисером Джей Лі Томпсоном, який щойно завершив роботу над фільмом «Мис страху». "Видовищність буде на другому плані, — говорив Томпсон. «Важливими є сюжетна лінія, достовірність і характери персонажів». Після перегляду локацій у десяти країнах було вирішено знімати в Аргентині.
Головну жіночу роль грає німецько-австрійська актриса Крістін Кауфманн, яка зіграла у фільмі «Місто без жалю». Вона підписала з Гехтом дворічний контракт на шість фільмів. Того ж місяця Ван Гефлін заявив, що зніматиметься у конкуруючому фільмі про Тараса Бульбу, який зніматимуть у Європі. Сьюзен Гемпшир мала зіграти одну з ролей, але, як повідомляється, відмовилася від участі, коли її особисті стосунки з Томпсоном закінчилися.

### Зйомки
Зйомки розпочалися в Аргентині 10 жовтня 1961 року. Знімальна група базувалася в місті Сальта. Зйомки в Аргентині тривали до кінця року, перш ніж виробництво повернулося до Голлівуду. Зйомки завершилися наприкінці лютого.
Томпсон назвав Бріннера «актором відкритого майданчика, якому потрібен великий простір, великий tour de force. Він чудовий Тарас і прекрасний актор, але ніколи не повинен грати комедії». Режисер також захоплювався Кертісом, кажучи, що «він справді боровся і був таким завзятим, і він ніколи не припиняв працювати. Його роль дуже романтична, але не така яскрава, як у Юла».

## Музика
Музику написав Франц Ваксман, а кінокомпозитор Бернард Геррманн вважав її однією з найкращих партитур, коли-небудь написаних. Музика до фільму була номінована на премію «Оскар» за найкращу музику до фільму, під час 35-й церемонії вручення премії «Оскар» (8 квітня 1963), але програла Морісу Жарру та його роботі над «Лоуренсом Аравійським»).

## Прокат
Бюджет фільму становив 3,8 мільйона доларів, але перевищив його на 2,2 мільйона. Після поганих продажів у прокаті фільм обійшовся United Artists приблизно в 4,5 мільйона доларів.